# Pha Bong
Pha Bong (Thai: ผาบ่อง) ist der Name eines Muban (Dorf – บ้านผาบ่อง) sowie eines Tambon (Gemeinde – ตำบลผาบ่อง) im Landkreis Mueang Mae Hong Son in der Nordregion von Thailand.
Der Tambon Pha Bong besteht aus 4.061 Hausgemeinschaften mit 9.481 Einwohnern (Stand: 2012).
Zu den One-Tambon-One-Product-Produkten zählen unter anderem handgewebte und mit Naturfarben gefärbte Textilien.
In der Gemeinde befindet sich der Pha-Bong-Staudamm, der den Maenam Ramat aufstaut. Etwa 10 Kilometer von der Provinzhauptstadt Mae Hong Son entfernt im nördlichen Teil der Gemeinde befindet sich auch eine heiße Quelle mit einem kleinen Park sowie ein Wasserfall des Huai Mae Samat, eines Nebenflusses des Ramat.